# Terpodion

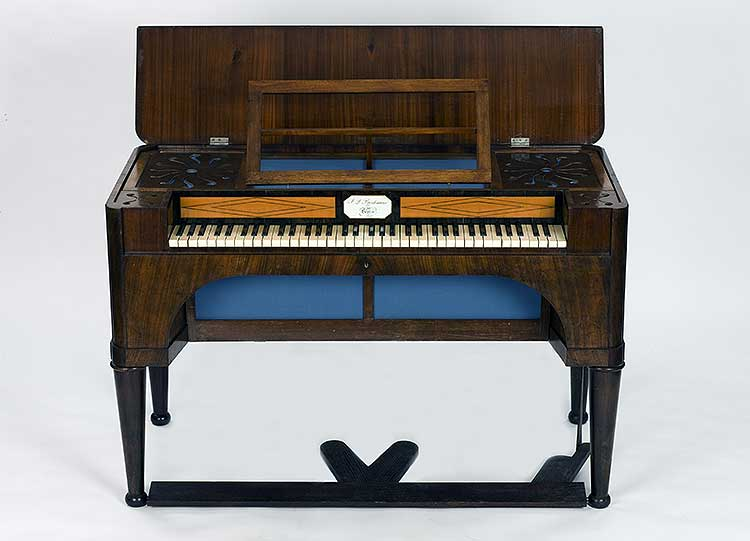
Terpodion von Johann David Buschmann (1775–1852). Städtische Museen Junge Kunst und Viadrina, Frankfurt (Oder)

Das Terpodion oder Uranion ist ein Tasteninstrument, für das wie bei der bekannteren Glasharmonika und dem Clavicylinder Friktion zur Tonerzeugung benutzt wird.
Anstatt der rotierenden Glasglocken rotiert eine lackierte Holztrommel. Von dem Instrument wurden 25 Stück gebaut, die meisten von Friedrich Buschmann, dem Sohn von Johann David Buschmann, dem Erfinder dieses Instruments. Dieser war ursprünglich Posamentierer und beschäftigte sich vor der Entwicklung des Terpodions mit der Reparatur von Musikinstrumenten. 1817 hatte dieses Instrument einen Tonumfang von 5,5 Oktaven. 1821 kam ein Instrument nach London, 1821 verkaufte David Buschmann in London eine Lizenz zum Bau von Terpodien an den Instrumentenbauer David Loeschmann (Loescham) und den Käsehändler James Allwright. Darauf wurde mindestens ein Terpodion in England gebaut.
1841 erschien erneut ein Bericht in einer Londoner Zeitung.
Einige Instrumente sind in den Museen in Kopenhagen, Leipzig, Wien, London, Brüssel, Stockholm, Jevišovice und Frankfurt/Oder erhalten.

## Lizenz
Neben der Lizenz, die 1821 an Löschmann in London vergeben wurde, erwarb 1835 auch der Klavier- und Orgelbauer Johann Georg Gröber aus Innsbruck eine Lizenz zum Nachbau des Terpodions vom Vater Johann David Buschmann.

## Bauform

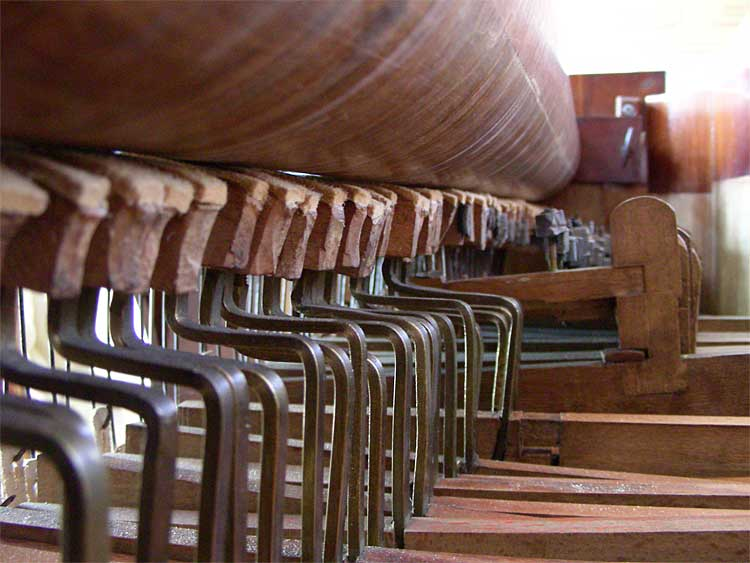
Terpodion, Innenansicht

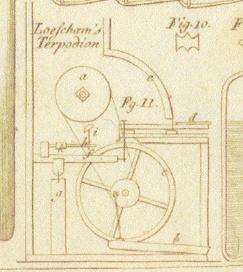
Terpodion, Patentzeichnung

Nach der Tonerzeugung gehört das Terpodion zu den Reibidiophonen. Eine gewisse Verwandtschaft besteht mit der Glasharmonika und dem Clavicylinder. Bei der Glasharmonika wird der Ton durch Reibung an den Glaskolben mit feuchten Fingern erzeugt. Beim Terpodion reibt an einer rotierenden Walze ein Gebilde, welches zum Schwingen gebracht werden kann. Diese schwingenden Teile sind bei den tieferen Tönen meist aus Holz, bei den hohen Tönen hauptsächlich aus Metall. Verstellbare Gewichte an den schwingenden Teilen dienen zum Stimmen. Die Walze ist aus Buchsbaumholz oder, wie im angeführten Patent zu entnehmen ist, auch aus anderen Materialien. Die Beschichtung der Walze erfolgte mit einer speziellen Lackmischung, die nach dem Austrocknen angeschliffen wurde. Die Zusammensetzung dieser Lacklösung ist kritisch. Die genaue Zusammensetzung steht in der Patentschrift (2 Teile Weingeist, 1 Teil Mastix, 1 Teil Sandarak, 1/16 Teil Kampfer).
Die schwingenden Teile werden durch die Tastenmechanik an die rotierende Walze gedrückt. Mit der Walze kommt eine Art Hammer in Berührung, welcher mit aufgerautem Wildleder überzogen ist. Dieser Hammer ist ebenfalls mit Lack imprägniert. Die Lautstärke kann durch den Tastendruck verändert werden, wird aber hin zu den tieferen Tönen bei gleich bleibender Ausdrucksstärke sehr viel leiser. Es gibt Tonbeispiele von instandgesetzten Instrumenten.
Meist funktionierten die Instrumente nicht sehr lange zuverlässig und mussten von Buschmann regelmäßig gewartet werden. Dies war möglicherweise einer der Gründe, warum die Buschmanns fieberhaft an der Verbesserung und dem Einsatz einer alternativen Tonerzeugung arbeiteten. Das Instrument hatte Klaviertasten und ähnelte vom Aussehen her dem Harmonium. Weiter wurden die Nachfolgemodelle sehr oft mit Zungenregistern kombiniert. Es ist daher schwer, eine exakte Zuordnung zu einer bestimmten Instrumentengruppe zu treffen. Die Familie Buschmann hatte somit einen sehr wesentlichen Anteil an der Entwicklung des Harmoniums, sowohl an Druck- als an Saugwind-Instrumenten.

### Das Melodion von Dietz
Sehr ähnlich war auch das Melodion oder Panmelodion. Das von Dietz in Emmerich erfundene und ab 1806 gebaute Instrument wurde von Petzhold (oder Betzold) an vielen Orten bei Auftritten präsentiert. Es gab nur einen wesentlichen Unterschied: Alle Tonstäbe waren aus Metall. „Der Ton wird durch die Reibung metallener Stäbe […] mittelst dem mit einem elastischen Körper umringten, sich umdrehenden Cylinders hervorgebracht, welcher […] mit den Füssen des Spielers in Bewegung gehalten wird, […]“
Vom Melodion wurden bei weitem mehr Instrumente gebaut als vom Terpodeon. „Seine Fabrik ist bereits in solchem Flor[irenden Zustand], dass beständig gegen dreyssig [(30)] Instrumente in Arbeit sind. Der meiste Absatz schränkt sich jetzt nur noch auf das benachbarte Holland und Westphalen ein, wo der Erfinder auf einer kleinen Reise selbst dieses Instrument [vorführte] […].“ Befeuchtet wurde im Gegensatz zum Clavicylinder dabei nichts. „- Und ohne Gebrauch des Wassers hervorgebracht; der innere […] Mechanismus, hat wol die meiste Aehnlichkeit mit dem, des Chladnischen Klavieylinders, ist aber weniger zusammengesetzt und weit vollkommener ausgeführt.“ Das Stimmen oder Umstimmen um bis zu plus minus einer Viertelnote der Tonstäbe erfolgte über eine Einstellschraube für jeden Ton. Ein Nachstimmen war allerdings im Normalfall nicht erforderlich, da sich die metallenen Tonstäbe kaum verstimmten. Dietz erfand außerdem noch das Chalybssonnans, bei dem der Friktionston an Glas und Stahlstäben in Längsrichtung erzeugt wird. Der Ton ähnelt fast vollkommen dem der Glasharmonika.

### Die Melodika von Riffelsen

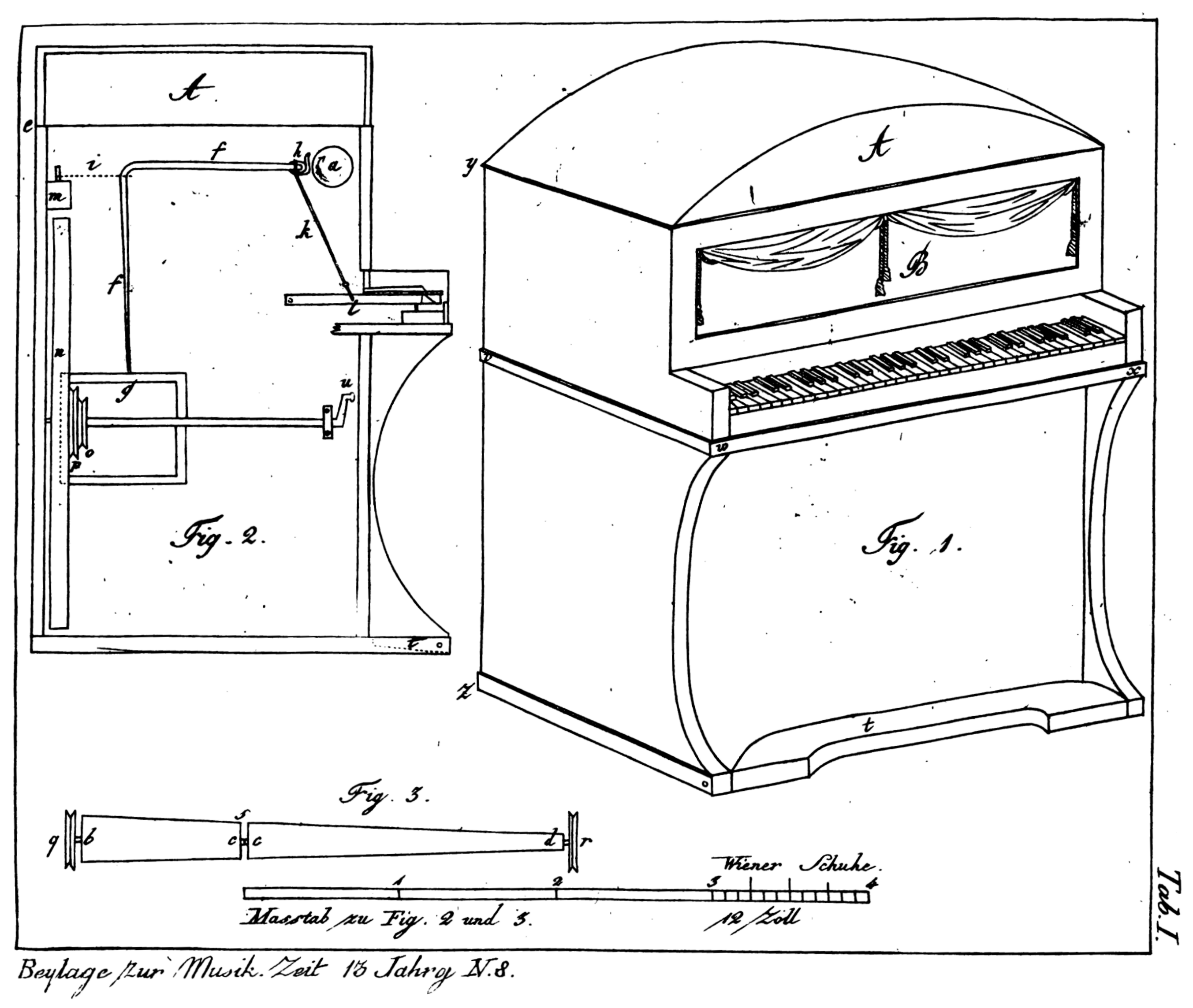
Panharmonicon Konstruktionszeichnung

Vergleichbar ist die Melodica von Riffelsen das in Altona, Kopenhagen und Kiel bereits um 1805 vorgeführt wurde. Riffelsen stammte aus Angeln, das an der damaligen Grenze zu Schleswig liegt. Dabei waren die rotierende Trommel aus Eisen und die Schwingenden Gebilde aus Messing. „Riffelsen erfindet ein neues musikalisches Instrument, welches er Melodika nennt. In Copenhagen hat Herr Riffelsen aus Holstein, welcher dort am Erziehunginstitut des Hofpredigers Christian Lehrer der Mechanik ist, ein neues musikalisches Instrument erfunden, wobei die Töne durch die Reibung messingener Stifte auf einem stählernen Cylinder hervorgebracht werden. Dieses Instrument hat in Absicht des Tons die größte Ähnlichkeit mit der [Glas]Harmonika, ist mit einer Claviatur versehen, und übertrifft die Harmonie durch die Leichtigkeit, mit welcher man den Ton gewinnt, und durch die Fülle und Stärke der Baßtöne. Es wird den Namen Melodica führen. Arnstädtische wöchentliche Anzeigen und Nachrichten, 8tes St. 1803.“

### Panmelodicon von Franz Leppich
Das Panmelodicon von Franz Leppich verwendete eine kegelförmige rotierende Trommel und winkelförmig gebogene Messingmetallstäbe.
Der Tonumfang war fünf volle Oktaven, vom großen С bis zum viermal gestrichenen C.
Am 29. März 1810 gab er mit Kreutzer ein Konzert im k. k. Redoutensaal. Erwähnenswert ist auch, dass er weitere Erfindungen besitzt und gemacht hat. Conradin Kreutzer der in ganz Europa unter anderem durch seine für Ludwig Uhland vertonten Wanderlieder berühmt wurde, lebte später in Wien und führte ein Panmelodion vor, das aus der Hand des Franz Leppich stammte, Herrn Franz Leppich (* 15. Oktober 1778) lernte Riffelsein, der zur selben Zeit das Dänische bereiste, in Altona kennen, baute mit ihm sein Melodeon, das Franz Leppich später aber vor 1810 in Wien nachbaute und verbesserte. Er durfte das Instrument Napoleon vorführen, dessen Anerkennung er erhielt.
Auch im Augarten traten die Künstler auf, jedoch wurde das Konzert viermal verschoben, so auch am 5. Juni 1810. Begründung: das Instrument hat den Transport nicht schadlos überstanden, oder es war zu kalt für die Vorführungen im Freien.
In der Allgemeinen Literatur-Zeitung 1810 auf Seite 404 findet sich ein Vermerk, dass er das Instrument mit Riffelsen entwickelte und dass alle Materialien für die klingenden Teile Verwendung finden können, auch Holz und Blei, dem er einen besonderen schönen Klang zuschreibt. Auch eine ausführliche Beschreibung mit Zeichnung und Anregungen zur Verbesserung findet sich in dieser Ausgabe der Zeitschrift. Weitere Berichte klären, dass Leppich Klangstäbe aus gebranntem Ton mit „Talg“ oder „Unschlitt“ meinte.

#### Original-Beschreibung für Leppichs und Riffelsens Instrument
In der Allgemeinen musikalischen Zeitung von 1811 findet sich eine gute Beschreibung der Funktion des Instrumentes und mit geschätzten Abmessungen, die ausreichten, um das Instrument annähernd gleich nachzubilden. Die Beschreibung ist eigentlich die von einem Instrument, das von Riffelsen im Jahr 1809 gebaut wurde.

### Das Xylosistron von Uthe
Der Orgel- und Instrumentmacher Uthe Hohlstädt bei Sangerhausen erfand das Xylosistron, das ebenfalls mit dem Terpodion vergleichbar ist. Uthe hatte in Berlin unter Georg Joseph Vogler gearbeitet.

### Weitere Erfindungen
1812 findet man noch eine Auflistung von damals neuen Erfindungen: Glasharmonika, Euphon, Callipson, Melodion, Anemochord, Clavicylinder, Triphon, Xylosistron, Uranion, Harmonichord, Panmelodion, Tenorviola, Kriegsbass.

### Beschreibung der Friktionsmusikinstrumente im Jahr 1829
Das Handbuch der Naturlehre von Georg Wilhelm Munke aus dem Jahr 1829 beschreibt die Friktionsmusikinstrumente. Er bewertet das Terpodion als das einzige,

„das es verdient vervielfältigt zu werden. Die eigentlichen tönenden Körper oder Gebilde sind meistens Metallstäbe, an denen meistens die rotierende Walze unmittelbar reibt, und sie in transversale Schwingungen versetzt. Dieser durch transversale Schwingungen erzeugte Ton ist der der Stimmgabel ähnlich. Die schwingenden Körper können auch in zwei Schwingungsknoten festgehalten werden, dann ist in der Mitte ein senkrecht drauf gesetzter Stab befestigt, dessen Ende mit Filz oder Leder überzogen ist und durch Tasten an die rotierende Walze gedrückt wird. Dabei werden longitudinale Schwingungen in transversale Schwingungen am Stab umgewandelt. Dietz wählte runde Stahlstäbe in seinem Panmelodion. […] Kaufmanns Harmonichord und Masloskys Coelison sind von flügelförmigem, einem Fortepiano sehr ähnlichen Aussehen, und es werden zusätzlich Saiten zum Schwingen gebracht. Kaufmann's Harmonichord hat ein Klavier und einen rotierenden Zylinder und ansonsten auch alle Merkmale des Terpodions. Das Coelison hat keine Tastatur und die Saiten werden über den Umweg durch Fischbeinstäbe zum Tönen gebracht. Die Fischbeinstäbe werden mit ledernen, durch Kolophoniumpulver klebrig gemachten, Handschuhe gerieben, die in Folge über Resonanz die Saiten zum Schwingen anregen. Buschmann's Terpodion ist unter allen das schönste, in Bezug auf den Ton, Lautstärke und der Leichtigkeit der Ansprache.
Chladni nannte dieses Instrument Clavicylinder, und die den Ton erzeugende Walze, die Streichwalze, zeigte auch endlich den so lange geheim gehaltenen Bau desselben. Die eigentlichen tönenden Körper sind nämlich Metallstäbe, an denen entweder die Streichwalze unmittelbar reibt und sie in transversale Schwingungen versetzt, so daß sie einen durch transversale Schwingungen erzeugten, der Stimmgabel ähnlichen Ton geben, oder welche in zwei Schwingungsknoten festgebunden in der Mitte einen lothrecht auf ihre Längenaxe befestigten Stab tragen, dessen anderes umgebogenes Ende mit etwas Filz überzogen ist, und durch die Taste gegen die Streichwalze gedrückt wird, so daß derselbe in longitudinale Schwingungen versetzt, transversale in dem Stabe erzeugt. Statt des Filzes kann man auch Leder nehmen und statt die Streichwalze zu benetzen, dieses Leder mit etwas Colophonium bestreuen, in welchem Falle die Walze von Holz oder besser von Messing seyn muß *). Obgleich das ursprüngliche Instrument geheim gehalten wurde, so erspäheten doch verschiedene Künstler, welche einzelne Theile dazu verfertigt hatten, das Geheimniß, und machten es nach. Dieses geschah durch Dietz, welcher runde Stahlstäbe zu seinem Panmelodion wählte, durch einen italienischen Künstler, dessen aus Messingstäben construirter Clavicylinder von dem Violinisten Creuzer gezeigt wurde, durch Buschmann im Terpodien, durch Kaufmann im Harmonichord und durch Maslosky im Coelison. Die beiden letzteren Instrumente bestehen aus flügelförmigen, mit Saiten bezogenen, dem Forte-Piano ganz gleichen, nur aufwärts gerichteten Körpern und werden beim Harmonichord die Saiten durch die Streichwalze, beim Coelison aber durch Fischbeinstäbe zum Tönen gebracht, welche mit ledernen, durch Colophoniumpulver klebrigen, Handschuhen gerieben die Schwingungen der Saiten erzeugen; das Terpodion ist unter allen das schönste, verdiente in seinem Baue gekannt und vervielfacht zu werden, weil es mit der Annehmlichkeit des Tones große Stärke, Biegsamkeit, ein leichtes Ansprechen der Töne und Kleinheit verbindet, zugleich aber, wie alle diese Instrumente, seine Stimmung unveränderlich behält.“

## Zeitgenössische Berichte in Zeitungen
(Alle folgenden Zitate sind an heutiges Deutsch angepasst, der Originaltext ist über die angegebene Quelle einsehbar.)
Die Allgemeine musikalische Zeitung. Nr. 30 vom 25. April 1810 berichtet auf Seite 469 und 470 folgendes:
„Bei der Gelegenheit einige Gedanken über den Clavicylinder. Runde oder auch viereckige Glasscheiben geben bekanntlich, wenn sie am Rande an einem Punkt befestigt sind, […] einen Ton ab, wenn sie von einem andern glatten Glaskörper auf der hohen, glatt geschliffenen Kante gerieben werden. — Der Befestigungspunkt sowohl als auch der Berührungspunkt beim Reiben muss sorgfältig gesucht werden. — Ebenso muss die Tongröße der Glasscheiben untersucht werden. — Können an eine Tastatur solche Glasscheiben mit bestimmter Tongröße am hinterm Ende befestigt werden, so wird ein gemeinschaftlicher Zylinder, welcher die Glasscheiben reibt, sobald durch den Druck der Tasten dieselben an den Zylinder treffen, den jeder Glasscheibe eigentümlichen Ton entlocken. Es versteht sich, dass jede Taste am vorderen Ende so viel Gegengewicht braucht, als die Glasscheibe am hinterm Ende hat.
Ein neu erfundenes Tasteninstrument wird Uranion genannt. Dieses Instrument hat in der Gestalt und Spielart viel Ähnlichkeit mit dem Melodion. Es ist 4 Fuß lang, 2 Fuß breit und 1 Fuß hoch; es hat daher ein kompaktes und ein gefälliges Äußeres. Der Umfang der Töne ist 5½ Oktaven; nämlich vom Contra-F bis zum vier-gestrichenen c. Der Zylinder in demselben ist mit Tuch umzogen und wird mittels eines Fußtritts und Rades in Bewegung gesetzt. Da der Mechanismus dieses Instruments äußerst einfach ist, und die Hauptsache bei der Herzvorbringung des Tons eine Friktion an Holz, und nicht an Metall oder Glas ist, so ist dasselbe nicht nur leichter als ein gewöhnliches Fortepiano, sondern es kann auch in der Folge gewiss um einen günstigen Preis angeschafft werden. Als ich das Melodion, von Petzold gespielt, hörte, fand ich, dass die Basstöne verhältnismäßig […] schwach waren, welchen Fehler das Uranion keineswegs hat; auch sind bei diesem die hohen mittleren und tiefen Töne nicht so verschiedenartig als bei jenem, und lassen alle Abstufungen vom leisesten Piano bis zu beträchtlichem Forte zu. Sein Ton ist wahrhaft himmlisch und wirkt stark auf das Herz. Der Erfinder heißt Buschmann und wohnt in dem 1½ Meile von Gotha gelegenen Bergstädtchen Friedrichroda. Er ist ein Posamentirer von Profession und versuchte es vor mehreren Jahren, da er an dergleichen Beschäftigungen Vergnügen fand, alte Klaviere und andere Tasten-Instrumente zu reparieren; lernte dabei ihren inneren Bau immer genauer kennen; baute bald selbst einige solche Instrumente, und machte sich endlich auch an die Ausführung dieses so vortrefflichen Instrumentes, dem er auf Anraten den Nahmen Uranion gegeben hat. Er hat jetzt eine Reise damit angetreten und sich zuerst in Schmalkalden hören lassen, wo mehrere Kenner, und vorzüglich [auch] Pierling, dem Instrumente ihren Beifall schenkten.“
In der Allgemeinen Musikalischen Zeitung von J. L. Dussek Nr. 16 vom 15. April 1824, S. 257 findet man folgende Meldung:
„Der Instrumentenmacher J. D. Buschmann hat vom ersten März an auf zehn Jahre für die ganze Monarchie ein Patent auf das ausschließliche Recht zur Anfertigung und Benutzung des von ihm erfundenen musikalischen Tasteninstruments Terpodion erhalten, dessen Ton bekanntlich durch eine eigentümliche Form der hölzernen und in der Höhe durch zum Teil aus Metall bestehende Tonstücken mittelst Reibung hervorgebracht wird.“
In der Berliner Allgemeinen Musikalischen Zeitung, Band 1, von Adolf Bernhard Marx vom 1. Dezember 1824, Seite 441, wird berichtet: „Am 6, November gab Herr Joh. David Buschmann ein Extrakonzert und ließ sich auf dem von ihm erfundenen Tasten-Instrument Terpodion hören. Der Ton wird durch die Reibung geordneter Holz-Stäbe bewirkt und ist dem der Glasharmonika ähnlich, aber voller und sanfter. Sobald auf diesem Instrumente vierhändig gespielt wird, so erfordert es eine genaue Einspielung; dies war aber nicht immer der Fall, indem der Primarius die Tasten stärker anstrich als der Secundarius und dadurch den Bass der ohnehin gegen den Diskant schwächer klingt, unterdrückt.“
In der Allgemeinen Musikalischen Zeitung von Leipzig, 1. Mai 1833 liest man: „Endlich gaben auch noch […] und die Herren Buschmann, Vater und Sohn, aus Berlin (?) eine musikalische Abend-Unterhaltung. […] Letztere entzückten durch ihr Terpodion, ein Instrument, welches unseres Erachtens vortrefflich bei schwach oder schlecht besetzten Orchestern zu brauchen wäre, wo es namentlich die Klarinetten, Flöten und Fagotte ersetzen könnte, deren Töne es zum Teil an Wohllaut bei weitem übertrifft. Ein Choral auf diesem Instrumente gespielt ist eine wahre Engelsmusik.“
In der Neuen Zeitschrift für Musik, Allgemeiner Deutscher Musikverein, 15. Mai 1834 liest man: „Prag. Die Herren Buschmann gaben zwei Konzerte, auf dem Terpodion.“
In der Wiener Allgemeinen Musik-Zeitung von August 1843 liest man „(Friedrich Buschmann) in Hamburg, dessen Vater bekanntlich das Terpodion erfand, hat gegenwärtig eine Physharmonika nach einer neuen eigentümlichen Konstruktion vollendet, wodurch dieses sonst etwas schwierig zu behandelnde Instrument für jede Konzertmusik anwendbar wird, ganz Außerordentliches als Begleitung der Gesänge leistet.“
Ein günstiges Urteil über das Terpodion: „Der Würzburger Franz Leppich erfand in Wien 1810 sein sogenanntes Panmelodicon, wo statt der geraden Klangstäbe in einem rechten Winkel gekrümmte angewendet waren, die mit dem dünnsten Ende in einem Resonanzboden stocken; mit dem andern Ende mittelst des Tasten an die durch einen Fußtritt zum Drehen gebrachte Streichwalze angedrückt wurde. Im nämlichen Jahre wandte J. D. Buschmann, damals zu Friedrichsrode bei Gotha, statt der metallenen Klangstäbe hölzerne an, und nannte sein Instrument Uranion, aus welchem das jetzige Terpodion entstand. Dieß Instrument übertrifft wegen der ungemeinen Fülle und Pracht seiner tiefen Töne und der leichten Ansprache aller Töne überhaupt alle bisher bekannten Instrumente gleicher Art, die ich fast alle selbst gehört, die Tiefe gleicht einem schön intonirten sechzehnfüßigen Bourdonbass der Orgel, und ahmt zugleich in der kleinen Octave gehörig behandelt das Horn auf die täuschendste Weise nach. Die Höhe hält das Mittel zwischen Oboe und Clarinette und ähnelt dem englischen Horn. Die Conzertgeber begannen auf dem Terpodion mit einem Chorale und Divertissement von Rink; für vier Hände gesetzt — und für Choräle, für die sogenannte polyphonisch gebundene Schreibart ist dieß Instrument auch ganz eigentlich bestimmt. Die Leichtigkeit, mit welcher seine Töne ansprechen, verträgt zwar auch die schnellste, brillanteste Behandlung, aber der Ton selbst verliert dadurch sehr viel an Glanz und Charakter. Eben so wenig duldet es, gleich der Harmonika, die Begleitung anderer Instrumente, und als Hr. Pellegrini das bekannte ‚O Iris und Osiris schenke‘ ic. aus Mozarts Zauberflöte mit Begleitung des Terpodions sang, hatte das Instrument bedeutend mit der gewaltigen Stimme dieses ausgezeichneten Sängers zu kämpfen.“